# Isodon silvaticus
Isodon silvaticus là một loài thực vật có hoa trong họ Hoa môi. Loài này được (C.Y.Wu & H.W.Li) H.W.Li mô tả khoa học đầu tiên năm 1988.